# 7 Девы
b Девы (лат. b Virginis), 7 Девы (лат. 7 Virginis), HD 104181 — двойная звезда в созвездии Девы на расстоянии приблизительно 310 световых лет (около 94,9 парсек) от Солнца. Возраст звезды определён как около 746 млн лет.

## Характеристики
Первый компонент — белая звезда спектрального класса A0V, или A0, или A1V. Визуальная звёздная величина звезды — +5,345m. Масса — около 3,089 солнечной, радиус — около 2,718 солнечного, светимость — около 61,66 солнечной. Эффективная температура — около 9350 K.
Второй компонент — коричневый карлик. Масса — около 32,09 юпитерианской. Удалён в среднем на 2,178 а.е..